# Diocesi di Jerez de la Frontera
La diocesi di Jerez de la Frontera o diocesi di Asidonia-Jerez (in latino Dioecesis Assidonensis-Ierezensis) è una sede della Chiesa cattolica in Spagna suffraganea dell'arcidiocesi di Siviglia. Nel 2021 contava 471256 battezzati su 542131 abitanti. È retta dal vescovo José Rico Pavés.

## Territorio
La diocesi comprende tre comarche nella parte settentrionale della provincia di Cadice: Campiña de Jerez, Costa Noroeste de Cádiz e Sierra de Cádiz e il municipio di El Puerto de Santa María, nella comarca Bahía de Cádiz, per un totale di 25 municipi.
Sede vescovile è la città di Jerez de la Frontera, dove si trova la cattedrale del Santissimo Salvatore.
Il territorio è suddiviso in 85 parrocchie, raggruppate in 8 arcipresbiterati.

## Storia
La diocesi è stata eretta il 3 marzo 1980 con la bolla Archiepiscopus Hispalensis di papa Giovanni Paolo II, ricavandone il territorio dall'arcidiocesi di Siviglia ed in minima parte dalla diocesi di Cadice e Ceuta.
Il titolo di Asidonia, che nel nome latino della diocesi è aggiunto a quello di Jerez, si riferisce alla città di Medina-Sidonia, sede vescovile della diocesi di Assidona fino al 1146; tuttavia, nonostante il nome, la diocesi di Jerez non comprende Medina-Sidonia, che è invece parte della diocesi di Cadice e Ceuta.
Il 10 dicembre 1986, con la lettera apostolica Beatorum caelitum, lo stesso papa Giovanni Paolo II ha confermato il beato (oggi santo) Juan Grande Román, che visse e morì a Jerez, patrono della diocesi.

## Cronotassi dei vescovi
Si omettono i periodi di sede vacante non superiori ai 2 anni o non storicamente accertati.
- Rafael Bellido Caro † (3 marzo 1980 - 29 giugno 2000 ritirato)
- Juan del Río Martín † (29 giugno 2000 - 30 giugno 2008 nominato arcivescovo ordinario militare per la Spagna)
- José Mazuelos Pérez (19 marzo 2009 - 6 luglio 2020 nominato vescovo delle Isole Canarie)
- José Rico Pavés, dal 9 giugno 2021

## Statistiche
La diocesi nel 2021 su una popolazione di 542.131 persone contava 471.256 battezzati, corrispondenti all'86,9% del totale.
| anno | popolazione | popolazione | popolazione | presbiteri | presbiteri | presbiteri | presbiteri                | diaconi | religiosi | religiosi | parrocchie |
| anno | battezzati  | totale      | %           | numero     | secolari   | regolari   | battezzati per presbitero | diaconi | uomini    | donne     | parrocchie |
| ---- | ----------- | ----------- | ----------- | ---------- | ---------- | ---------- | ------------------------- | ------- | --------- | --------- | ---------- |
| 1990 | 433.000     | 462.390     | 93,6        | 144        | 91         | 53         | 3.006                     |         | 109       | 374       | 80         |
| 1999 | 432.800     | 480.970     | 90,0        | 175        | 90         | 85         | 2.473                     | 6       | 149       | 555       | 80         |
| 2000 | 441.300     | 490.320     | 90,0        | 173        | 92         | 81         | 2.550                     | 7       | 153       | 539       | 83         |
| 2001 | 449.993     | 499.993     | 90,0        | 170        | 87         | 83         | 2.647                     | 7       | 154       | 379       | 79         |
| 2002 | 439.967     | 488.853     | 90,0        | 158        | 88         | 70         | 2.784                     | 8       | 129       | 446       | 80         |
| 2003 | 442.394     | 488.853     | 90,5        | 154        | 91         | 63         | 2.872                     | 12      | 127       | 453       | 80         |
| 2004 | 445.361     | 500.653     | 89,0        | 161        | 94         | 67         | 2.766                     | 13      | 126       | 468       | 80         |
| 2006 | 449.914     | 507.331     | 88,7        | 158        | 93         | 65         | 2.847                     | 18      | 124       | 490       | 73         |
| 2013 | 457.652     | 542.699     | 84,3        | 145        | 100        | 45         | 3.156                     | 16      | 80        | 418       | 84         |
| 2016 | 460.826     | 541.916     | 85,0        | 152        | 102        | 50         | 3.031                     | 16      | 92        | 355       | 85         |
| 2019 | 460.000     | 542.445     | 84,8        | 149        | 94         | 55         | 3.087                     | 14      | 100       | 328       | 85         |
| 2021 | 471.256     | 542.131     | 86,9        | 148        | 92         | 56         | 3.184                     | 22      | 89        | 273       | 85         |